# Glückauf (navio de 1886)
O Glückauf foi o primeiro petroleiro transatlântico a ser construído deliberadamente para essa função, em 1886. Movido a vapor, foi desenhado pelo coronel Henry F. Swan, que já havia desenhados outros petroleiros inovadores para a Branobel, uma das empresas pioneiras da industria petrolífera.
O Glückauf representou um grande passo em frente na construção de petroleiros, e foi chamado de o "progenitor dos petroleiros de grande tonelagem". Entre as suas características inovadoras estavam válvulas de carga/descarga dos tanques operadas a partir do convés, tubagens inter-tanques, linhas de vapor, e a capacidade de bombear água salgada para os tanques, como balastro para compensar o navio quando descarregava ou viajava vazio.
Wilhelm Anton Riedemann, um agente da Standard Oil Company comprou o Glückauf, que viria a encalhar em 1893 ao largo de Nova Iorque, após o que a Standard Oil comprou os remanescentes navios gémeos.